# Vinodol
Vinodol – wieś i gmina (obec) w powiecie Nitra, w kraju nitrzańskim na Słowacji. Znajduje się na Nizinie Naddunajskiej w kierunku na południe od miasta Nitra. Zabudowania wsi znajdują się nad lewym brzegiem rzeki Nitra.